# 片岡篤史 激アツ!プロ野球
『片岡篤史 激アツ!プロ野球』（かたおかあつし げきアツプロやきゅう）は、ニッポン放送で2013年4月1日から2014年9月22日まで放送されていたスポーツ番組である。

## 番組概要
ニッポン放送は、2013年上半期番組改編にて、2012年シーズン迄古巣である阪神タイガースの打撃コーチであった片岡を起用したトーク番組を開始する事を発表した。ニッポン放送と同じ放送グループで資本関係で上位放送局である、フジテレビの放送系列であるFNS系列局3局（フジテレビ、関西テレビ、当時：北海道文化放送）の評論家契約を結んでいるが、片岡は同局で放送されている『ニッポン放送ショウアップナイター』の評論家契約は2013年以降していない。
番組では、ゲストとのトークやリスナーからプロ野球に関する疑問や質問を募集する。

## 放送時間

### 放送終了時点
- 月曜 18:00 - 18:20 - 2014年3月31日 - 2014年9月22日

### 過去
- 月曜 18:10 - 18:30 - 2013年4月1日 - 9月30日
- 土曜 20:40 - 21:00 - 2013年10月5日 - 2014年3月22日

## 出演者

### 放送終了時点

#### パーソナリティ
- 片岡篤史（野球解説者、タレント） - 2013年4月1日 - 2014年9月22日

#### アシスタント
- 師岡正雄（当時：ニッポン放送アナウンサー） - 2013年10月5日 - 2014年9月22日

### 過去

#### アシスタント
- 五戸美樹（当時：ニッポン放送アナウンサー） - 2013年4月1日 - 9月30日